# Ciuldești
Ciuldești falu Romániában, Fehér megyében. Közigazgatásilag Bisztra községhez tartozik.

## Fekvése
A Mócvidéken, Bisztra közelében, Bălești mellett fekvő település.

## Története
Ciuldeşti korábban Bălești része volt. 1956 körül vált külön 249 lakossal.
1966-ban 285 lakosából 279 román, 4 német, 2 cigány volt. 1977-ben 305, 1992-ben 284, 202-ben pedig 269 román lakosa volt.